# Vuurtoren van Isla de Isabel II
De vuurtoren van Isla de Isabel II is een vuurtoren gelegen op Isla de Isabel II van de archipel van de Chafarinas-eilanden, gelegen aan de kust van Marokko, 48 kilometer ten oosten van de Spaanse exclave Melilla en 3,5 kilometer van de Marokkaanse stad Cabo de Agua. Deze archipel is sinds 1848 eigendom van Spanje, maar wordt opgeëist door Marokko, dat de Spaanse soevereiniteit niet erkent. Het wordt beheerd door de havenautoriteit van Melilla.
De vuurtoren werd in 1899 ingewijd met een apparaat van de derde orde. Tot 1927 werd er gebruik gemaakt van petroleumdamp door middel van gloeiing, maar vanaf die datum werd het geautomatiseerd. In 1984 werd het elektrificatieproject goedgekeurd.